# Shannon RFC
Shannon Rugby Football Club es un equipo de rugby de Irlanda con sede en la ciudad de Limerick en la provincia de Munster.
Participa en la All-Ireland League, el principal torneo de rugby de la Isla de Irlanda, el torneo que agrupa a equipos tanto de la República de Irlanda como los de Irlanda del Norte.

## Historia
Fue fundado en 1884, desde 1958 participa en la Munster Senior Cup, la cual ha obtenido 19 veces.
Desde el año 1990 compite en la All-Ireland League en la cual ha logrado obtener en 9 ocasiones, siendo el club más ganador de dicha competencia.

## Palmarés
- All-Ireland League (9): 1994-95, 1995-96, 1996-97, 1997-98, 2001–02, 2003–04, 2004–05, 2005–06, 2008-09
- All-Ireland League División 1B (2): 2017-18, 2021-22
- Copa de Irlanda (1): 2007-08
- Munster Senior Cup (19): 1960, 1977, 1978, 1982, 1986, 1987, 1988, 1991, 1992, 1996, 1998, 1999-00, 2000–01, 2002, 2003, 2004, 2005, 2006, 2007-08
- Munster Senior League (7): 1981, 1986, 1989, 2001–02, 2002–03, 2003–04, 2004-05